# Taquarussu
Taquarussu est une municipalité brésilienne de l'État de Mato Grosso do Sul et la Microrégion de Nova Andradina.